# Mokrý Lom
Mokrý Lom é uma comuna checa localizada na região da Boêmia do Sul, distrito de České Budějovice.